# Graukopfspecht

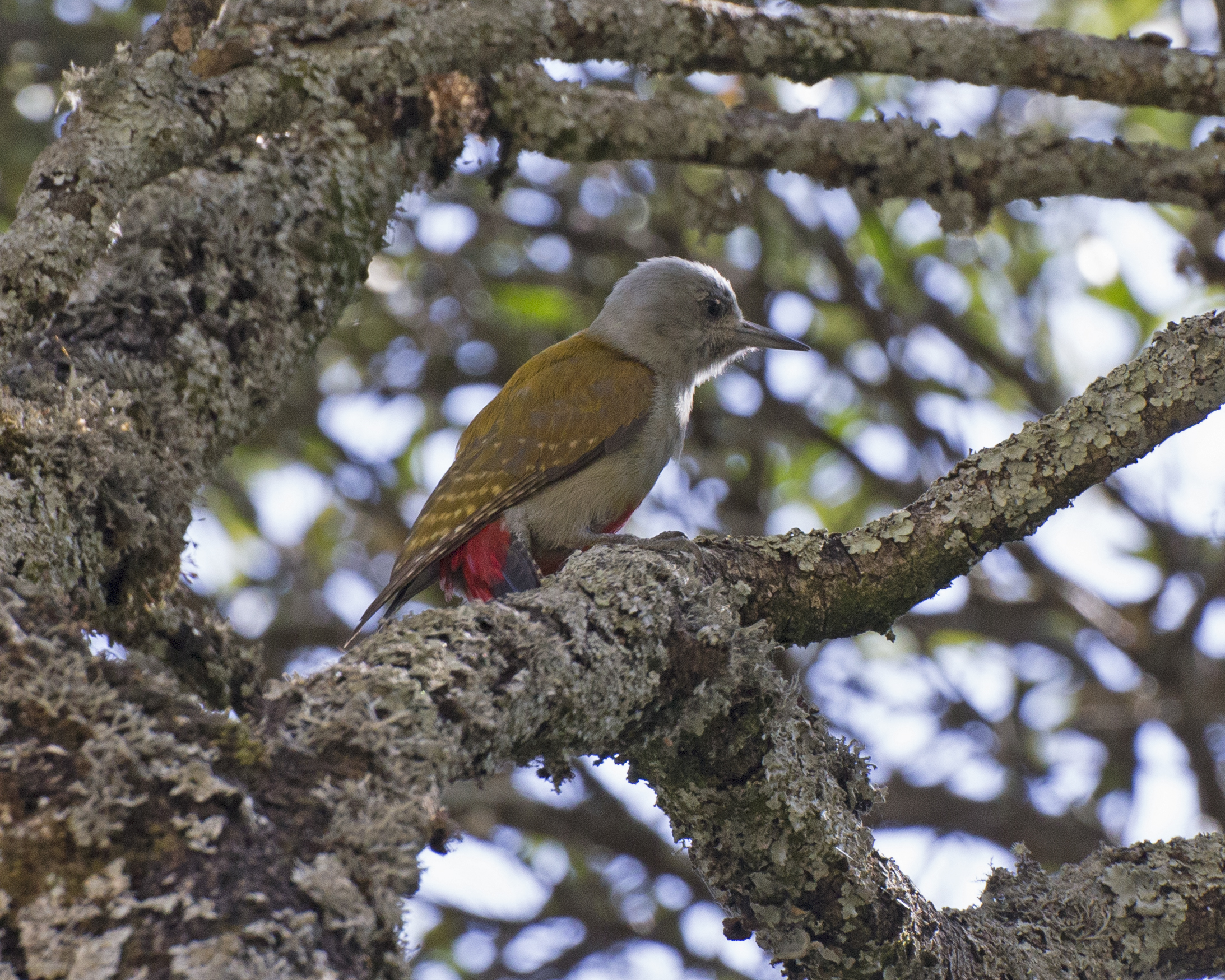
Graukopfspecht, Weibchen

Der Graukopfspecht (Dendropicos spodocephalus, Syn.: Chloropicus spodocephalus) ist eine Vogelart aus der Familie der Spechte (Picidae).
Die Art wurde oft als konspezifisch mit dem Graubrustspecht (Dendropicos goertae) angesehen.

Verbreitungsgebiet

Der Vogel kommt in Ostafrika vor, Äthiopien, Kenia, Südsudan, Sudan und Tansania.
Der Lebensraum umfasst feuchte Wälder, Waldränder und Galeriewald bis 3300 m Höhe.
Die Art ist Standvogel.
Das Artepitheton kommt von altgriechisch σπόδος spodos, deutsch ‚Asche‘ und altgriechisch κέφαλος Képhalos, deutsch ‚Kopf‘.

## Merkmale
Der Vogel ist etwa 19 bis 207 cm groß und wiegt 43 bis 52 g. Grau an der Unterseite und am Kopf mit fehlender oder nur angedeuteter Gesichtszeichnung sind charakteristisch. Das Männchen hat Rot am hinteren Teil des Scheitels und am Nacken, der übrige Kopf ist grau, die Ohrdecken können etwas dunkler sein. Die Oberseite ist grün, Rumpf und Schwanzdecken sind rot, die dunkelbraunen Flugfedern haben außen gelblich-grüne Ränder. Die Schwanzoberseite ist dunkelbraun, die äußeren Federn haben weiße Binden. Die Unterseite ist grau mit einem roten Fleck mittig, der mitunter bis zu den Unterschwanzdecken reicht. Die Flügelunterseiten sind schwärzlich und weiß gebändert, die Schwanzunterseite ist braun mit gelblichen äußeren Federn. Der ziemlich lange Schnabel ist breit und gerade, schiefergrau bis schwarz mit blasserem Unterschnabel. Die Iris ist rot bis braun, die Beine hell grünlich-grau.
Vom Graubrustspecht (Dendropicos goertae) unterscheidet er sich durch das Rot auf der Unterseite und allgemein blassere Färbung, vom Goldrückenspecht (Dendropicos griseocephalus) durch das blassere Gefieder, die hellere Oberseite und die gleichmäßigere Graufärbung an Kopf und Unterseite, auch ist der rote Bauchfleck größer und der Schwanz weniger gebändert.
Das Weibchen hat einen leicht kürzeren Schnabel und kein Rot auf dem Scheitel. Jungvögel sind matter gefiedert, haben eine angedeutete Bänderung der Unterseite und graubraune Augen.

## Geografische Variation
Es werden folgende Unterarten anerkannt:
- D. s. spodocephalus (Bonaparte, 1850), Nominatform – Ostsudan und Zentraläthiopien
- D. s. rhodeogaster (G. A. Fischer & Reichenow, 1884) – Zentralkenia und Tansania

## Stimme
Der Ruf wird als Folge von „wik“ Lauten beschrieben, sehr ähnlich dem des Graubrustspechtes (Dendropicos goertae). Die Art trommelt kaum.

## Lebensweise
Die Nahrung besteht aus Hundertfüßern (Geophilidae centipedes), Schmetterlingslarven und Ähnlichem, die pickend erbeutet werden. Die Art tritt einzeln oder paarweise in Bodennähe oder in mittlerer Höhe der Bäume auf.
Die Brutzeit liegt in Äthiopien zwischen August und April, in Kenia zwischen April und Mai sowie zwischen Juli und Oktober. Gebrütet wird in einem Baumloch.

## Gefährdungssituation
Die Art gilt als nicht gefährdet (Least Concern).